# SG (песня)
«SG» (акроним от «Sexy Girl») — внеальбомный сингл французского диджея и музыкального продюсера DJ Snake при участии пуэрто-риканского певца Осуны, американской рэперши Megan Thee Stallion и тайской рэперши Лисы, участницы женской K-pop-группы Blackpink, выпущенный на лейбле Interscope Records 22 октября 2021 года в 6:00 по Парижу (UTC+2:00). Записан в жанре мумбатон на английском и испанском языках. Критики отмечали схожесть песни с другими треками, в частности с хитом DJ Snake «Taki Taki».

## Предыстория
19 апреля 2021 года стало известно, что Лиса Манобан, одна из участниц женской группы Blackpink, дебютирует сольно в 2021 году. Тогда же французский музыкальный продюсер и диджей DJ Snake написал в своём Твиттере, что готовит с ней совместную работу. Журналисты изначально предполагали, что песня станет синглом с дебютного сольного альбома Лисы, который готовился к релизу, однако он оказался полностью сольным. 8 мая того же года диджей отметил, что их песня «полностью готова». 19 мая он опубликовал короткий четырёхсекундный отрывок будущего сингла в своей сторис в Инстаграме. В нём были слышны слова Лисы «Play, play all night with you» (с англ. — «Играю, играю всю ночь с тобой»). 25 июня диджей опубликовал ещё один, на сей раз шестисекундный отрывок песни. В нём Лиса произносила его псевдоним. 3 августа DJ Snake сообщил, что они «вот-вот приступят» к съёмке видео.
На красной дорожке церемонии MTV Video Music Awards 2021, которая состоялась 13 сентября 2021 года, пуэрто-риканский певец Осуна сообщил в интервью MTV News, что в его следующем сингле примут участие DJ Snake, Megan Thee Stallion и Blackpink. 30 сентября он сообщил в своём Твиттер-аккаунте, что песня готова к выходу на 97 %. 13 октября появился первый тизер, в котором Осуна исполнил часть своей партии. Он подтвердил название работы — «SG». В тизере DJ Snake выходит из здания и садится в машину с номерным знаком «SXY GRL». Позже камера перемещается по трём припаркованным машинам с номерными знаками, на которых написаны имена «Лиса», «Меган» и «Осуна». На следующий день DJ Snake и лейбл Лисы YG Entertainment назвали дату выхода трека — 22 октября 2021 года. 18 и 21 октября были выпущены два закулисных видео, в которых показано, как четыре артиста снимают клип в Майами, а 21 октября — тизер-фото с Лисой.

## Композиция
«SG» записана в жанре мумбатон. Её длительность составила 3 минуты и 45 секунд. Первым начинает петь Осуна, он же исполняет первый припев. Следом во втором куплете Megan Thee Stallion читает рэп, а припев вновь поёт Осуна. Третий куплет исполняет Лиса, она же исполняет третий припев, изредка дополняемая Осуной. Лирически песня рассказывает о том, как Осуна увлёкся «сексуальной девушкой», с которой хочет хорошо провести время, в то время как куплеты Лисы и Megan Thee Stallion являются ответами со стороны девушек на внимание, при этом вторая показывает своё видение известной одноимённой строчки из трека Jay-Z «99 Problems».

## Видеоклип
Видеоклип снял в Майами режиссёр Колин Тилли, известный сотрудничеством с такими исполнителями как The Kid Laroi, Джастин Бибер, Карди Би и Megan Thee Stallion. Оно появилось на платформе YouTube 22 октября 2021 года. В нём Осуна поёт на фоне тропических пейзажей, а Megan Thee Stallion — в воде, в то время как Лиса с группой подтанцовки исполняет хореографические элементы. 9 декабря было опубликовано трёхминутное видео о том, как проходили съёмки видеоклипа.

## Восприятие

### Отзывы
Дивьяше Донгре из индийской версии журнала Rolling Stone композиция напомнила о другой песне диджея — «Taki Taki» 2018 года, которую Осуна прекрасно дополняет своим стилем и «свэгом». Его исполнение критик посчитала очень плавным, но знойным, и поэтому легко вписывающимся в работу. Ли Суджин из интернет издания Newsis посчитала, что трек отдаёт реггетоном и латиноамериканским трэпом, а в клипе особо выделяется Лиса благодаря своему изяществу. Ким Мин с вьетнамского портала Kênh 14 описала «SG» как песню в очень запоминающейся латиноамериканской стилистике звучания с ещё более запоминающимся дропом, повторяющимся каждый раз, когда очередь исполнения переходит к новому артисту. По мнению рецензента, часть Лисы звучит значительно лучше её же сольных песен с дебютного альбома. Кроме этого она пела почти 40 секунд, что в процентном соотношении больше, чем в последних песнях в группе.

### Чарты

#### Еженедельные чарты
| Название                                   | Высшая позиция |
| ------------------------------------------ | -------------- |
| Мир (Billboard Global 200)                 | 19             |
| Бельгия/Валлония (Ultratop 50)             | 42             |
| Великобритания (OCC UK Singles Downloads)  | 24             |
| Венгрия (Rádiós Top 40)                    | 39             |
| Канада (Billboard Canadian Hot 100)        | 86             |
| Новая Зеландия (New Zealand Hot Singles    | 5              |
| Республика Корея (South Korea Download)    | 173            |
| Словакия (Rádio — Top 100)                 | 71             |
| Швейцария (Schweizer Hitparade)            | 56             |
| США (Billboard Bubbling Under Hot 100)     | 2              |
| США (Billboard Hot Dance/Electronic Songs) | 4              |
| США (Billboard Hot Latin Songs)            | 11             |

#### Годовые чарты
| Название                                       | Высшая позиция |
| ---------------------------------------------- | -------------- |
| США (US Hot Dance/Electronic Songs, Billboard) | 93             |

Кроме этого в день выхода сингл занял первое место в чартах ITunes 42 стран.

## Список композиций
| №                   | Название            | Текст песни | Продюсер(ы)         | Длительность |
| ------------------- | ------------------- | --- | ------------------- | ------------ |
| 1.                  | «SG»                | Донни Флорес Джей Лаурин Жан-Пьер Сото Осуна Льюис Хьюго Лиса Megan Thee Stallion Николас Аудино Омар Уолкер Тедди Пак [англ.] DJ Snake | DJ Snake Yampi      | 3:45         |
| Общая длительность: | Общая длительность: | Общая длительность: | Общая длительность: | 3:45         |

## История релиза
| Место         | Тип                                        | Дата                 | Источник |
| ------------- | ------------------------------------------ | -------------------- | -------- |
| Мировой релиз | Цифровая дистрибуция Потоковое мультимедиа | 22 октября 2021 года | [ 35 ]   |

### Комментарии
1. ↑  Американский рэпер Jay-Z в своём треке «99 Problems» зачитывал строчку «I got 99 problems, but a bitch ain’t one». В треке «SG» Megan Thee Stallion зачитывает строчку «Ninety-nine problems and ain't none of 'em a man».